# 阿奥恩拉
阿奥恩拉（Aonla），是印度北方邦Bareilly县的一个城镇。总人口45263（2001年）。

## 人口
该地2001年总人口45263人，其中男性23755人，女性21508人；0—6岁人口7967人，其中男4341人，女3626人；识字率40.96%，其中男性为47.56%，女性为33.67%。